# Hexacorde
Na música, um hexacorde (em grego:  ἑξάχορδος, composta de ἕξ [hex, seis] e χορδή [chordē, corda [da lira], donde "nota"]) é uma série de seis notas, exibidas em uma escala ou linha de tom. O termo foi adotado neste sentido durante a Idade Média e adaptado no século XX, na teoria serial de Milton Babbitt. Também foi o termo usado em teoria musical até o século XVIII para o intervalo de um sexto ("hexacorde maior" sendo a sexta maior e "hexacorde menor" a sexta menor).